# W rajskiej dolinie wśród zielska
W rajskiej dolinie wśród zielska - zbiór reportaży z Rosji i innych państw dawnego Związku Radzieckiego autorstwa polskiego dziennikarza Jacka Hugo-Badera, publikowanych pierwotnie przez Gazetę Wyborczą w latach 90. XX wieku. W formie książkowej zbiór ukazał się po raz pierwszy w 2002 roku nakładem wydawnictwa Prószyński i S-ka. W 2010 i ponownie w 2011 był wznawiany przez Wydawnictwo Czarne. W 2012 oficyna ta wydała audiobooka czytanego przez Piotra Zelta. 